# The Return (2006)
The Return is een bovennatuurlijke psychologische thriller uit 2006 van regisseur Asif Kapadia. Het was diens eerste Amerikaanse productie.

## Plot
Joanna Mills (Sarah Michelle Gellar) gaat voor haar werk van haar woonplaats St. Louis terug naar Texas, waar ze opgroeide. Nadat ze haar vader bezocht heeft, gaat ze kijken in het naburige plaatsje La Salle. Ondanks dat ze daar nog nooit geweest is, herkent ze daar de ene plek na de andere uit haar dromen en nachtmerries.
Wanneer ze 's nachts wil logeren in een plaatselijk hotel, blijkt haar collega Kurt (Adam Scott) haar ongezien gevolgd te hebben. Wanneer hij haar probeert te verkrachten op haar hotelkamer, haast de plaatselijke bewoner Terry Stahl (Peter O'Brien) zich naar binnen. Deze werkt Kurt naar buiten en geeft hem daar een pak slaag. Stahl lijkt op de een of andere manier een ontbrekend puzzelstukje tussen de flarden van beelden die Mills in haar hoofd heeft. Welk stukje wordt haar maar heel langzaam stukje bij beetje duidelijker.
Stahl blijkt een discutabele reputatie te hebben in het plaatsje. Jaren geleden kwam zijn vriendin Annie (Erinn Allison) met geweld om het leven. Een gedeelte van de bewoners denkt dat hij de dader is. Stahl zelf heeft zich teruggetrokken in zijn huisje met stallen aan de rand van La Salle. Mills ziet in hem niettemin een soort bescherming. Bovendien behoren zijn huisje en de stal ook tot de herinneringen uit haar kwade dromen.

## Rolverdeling
- Sarah Michelle Gellar - Joanna Mills
  - Darrian McClanahan - Jonge Joanna
- Peter O'Brien - Terry Stahl
- Adam Scott - Kurt
- Sam Shepard - Ed Mills
- Kate Beahan - Michelle
- Erinn Allison - Annie
- J.C. MacKenzie - Griff